# Подерная система координат
Поде́рная систе́ма координа́т — система координат, основанная на подерном преобразовании. Подерные координаты точки дифференцируемой кривой состоят из двух величин, двух расстояний от некоторой заданной точки (полюса): до точки кривой и до соответствующей точки её подеры.
Традиционные системы координат, такие, как декартова и полярная, суть точечные понятия. В этих системах для любой точки плоскости один и только один набор координат с традиционными обозначениями {\displaystyle (x,\;y)} для декартовой и {\displaystyle (r,\;\varphi )} для полярной системы. В противоположность этому подерные координаты зависят от конкретных кривых, и произвольная точка плоскости имеет много разных подерных координат {\displaystyle (r,\;p)}, которые зависят от выбранной кривой и полюса.

## Определение подерных координат
Поде́рные координа́ты данной точки плоскости относительно произвольной фиксированной точки и дифференцируемой кривой, проходящей через данную точку, — расстояние {\displaystyle r} от фиксированной точки до данной точки и расстояние {\displaystyle p} от фиксированной точки до касательной к кривой в данной точке. Другими словами, подерные координаты точки кривой состоят из двух величин, двух расстояний от фиксированной точки: {\displaystyle r} до точки кривой и {\displaystyle p} до соответствующей точки её подеры.
Фиксированная точка из определения подерных координат называется началом координат, или подерной точкой, или полюсом подерной системы счисления, расстояние {\displaystyle r} от начала координат до точки на кривой называется радиальным расстоянием точки кривой, а расстояние {\displaystyle p} от начала координат до касательной прямой — перпендикулярным расстоянием точки кривой.
Если, например, взять другую кривую, проходящую через данную точку, оставив начало координат на месте, то в этом случае значение радиального расстояния {\displaystyle r} останется прежним, но перпендикулярное расстояние {\displaystyle p} может быть другим. Кроме того, изолированная точка кривой не имеет второй координаты {\displaystyle p}, а точка самопересечения имеет две разные координаты {\displaystyle p}.

## Пропорциональность подерных координат
Имеет место следующее утверждение о пропорциональности подерных координат:
радиальные и перпендикулярные расстояния кривой {\displaystyle C} и её подеры {\displaystyle C_{P}} относительно полюса {\displaystyle O} пропорциональны, то есть
{\displaystyle {\frac {p}{r}}={\frac {p_{2}}{p}},} или {\displaystyle p^{2}=rp_{2},}
или {\displaystyle p_{2}={\frac {p^{2}}{r}}=\left({\frac {p}{r}}\right)^{2}r,}
где:
{\displaystyle r} — радиальное расстояние текущей точки {\displaystyle R} исходной кривой от полюса {\displaystyle O;}
{\displaystyle p} — перпендикулярные расстояние точки исходной кривой {\displaystyle R}  от полюса {\displaystyle O,} оно же радиальное расстояние соответствующей точки первой подеры {\displaystyle P} от полюса {\displaystyle O;}
{\displaystyle p_{2}} — перпендикулярное расстояние соответствующей точки первой подеры {\displaystyle P}  от полюса {\displaystyle O,} оно же радиальное расстояние соответствующей точки второй подеры {\displaystyle P_{2}} от полюса {\displaystyle O}, как показано на рисунке справа.
Комплексное уравнение подеры относительно полюса {\displaystyle \mathbf {z} _{0}=(0,\;i0)} в её текущей точке {\displaystyle P} имеет вид
{\displaystyle p(t)={\frac {z(t){\overline {z'(t)}}-{\overline {z(t)}}z'(t)}{2{\overline {z'(t)}}}}.}
Дифференцируя это уравнение, получим касательную подеры в этой точке:
{\displaystyle p'(t)={\frac {z(t){\overline {z''(t)}}-{\overline {z(t)}}z''(t)}{2{\overline {z'(t)}}}}-{\frac {z(t){\overline {z'(t)}}-{\overline {z(t)}}z'(t)}{2{\overline {z'(t)}}^{2}}}{\overline {z''(t)}},}
{\displaystyle p'(t)={\frac {z'(t){\overline {z''(t)}}-{\overline {z'(t)}}z''(t)}{2{\overline {z'(t)}}^{2}}}{\overline {z(t)}}.}
Разделим обе части этого уравнения на {\displaystyle p(t),} получим:
{\displaystyle {\frac {p'(t)}{p(t)}}={\frac {z'(t){\overline {z''(t)}}-{\overline {z'(t)}}z''(t)}{2{\overline {z'(t)}}^{2}p(t)}}{\overline {z(t)}},}
{\displaystyle {\frac {p'(t)}{p(t)}}={\frac {z'(t){\overline {z''(t)}}-{\overline {z'(t)}}z''(t)}{z(t){\overline {z'(t)}}-{\overline {z(t)}}z'(t)}}{\frac {\overline {z(t)}}{\overline {z'(t)}}}.}
Поскольку выражение для любых двух комплексных чисел {\displaystyle z_{1}=a_{1}+b_{1}i} и {\displaystyle z_{2}=a_{2}+b_{2}i}
{\displaystyle z_{1}{\bar {z}}_{2}-{\bar {z}}_{1}z_{2}=(a_{1}+b_{1}i)(a_{2}-b_{2}i)-(a_{1}-b_{1}i)(a_{2}-b_{2}i)=}
{\displaystyle {}=b_{1}a_{2}i-a_{1}b_{2}i+b_{1}a_{2}i-a_{1}b_{2}i=2(b_{1}a_{2}-a_{1}b_{2})i}
есть чисто мнимое число, то первый множитель правой части этого уравнения есть вещественное число,
Поэтому аргументы комплексных чисел
{\displaystyle \operatorname {Arg} {\frac {p'(t)}{p(t)}}=\operatorname {Arg} {\frac {\overline {z(t)}}{\overline {z'(t)}}}=\operatorname {Arg} {\frac {z'(t)}{z(t)}}.}
Следовательно, равны следующие два угла:
- угол между отрезком {\displaystyle OR} и касательной {\displaystyle RP} к исходной кривой {\displaystyle C} в точке {\displaystyle R;}
- угол между отрезком {\displaystyle OP} и касательной {\displaystyle PP_{2}} к подере {\displaystyle C_{P}} в точке {\displaystyle P.}

Отсюда следует, что подобны два прямоугольных треугольника {\displaystyle \triangle ORP} и {\displaystyle \triangle OPP_{2},} так как у них равны острые углы {\displaystyle \angle ORP} и {\displaystyle \angle OPP_{2}.}
Другими словами,
{\displaystyle {\frac {p}{r}}={\frac {p_{2}}{p}}.}
Для третьей подеры получаем следующее радиальное расстояние:
{\displaystyle p_{3}=\left({\frac {p_{2}}{p}}\right)^{2}p=\left({\frac {p^{2}}{rp}}\right)^{2}p=\left({\frac {p}{r}}\right)^{3}r,}
и аналогично для {\displaystyle n}-й подеры имеем общую формулу радиального расстояния
{\displaystyle p_{n}=\left({\frac {p}{r}}\right)^{n}r.}
Для антиподеры {\displaystyle p_{-1}} изменим в пропорции обозначения:
{\displaystyle {\frac {r}{p_{-1}}}={\frac {p}{r}},}
откуда
{\displaystyle p_{-1}={\frac {r^{2}}{p}}=\left({\frac {p}{r}}\right)^{-1}r,}
для второй антиподеры
{\displaystyle p_{-2}=\left({\frac {p_{-1}^{2}}{r}}\right)=\left({\frac {r^{3}}{p^{2}}}\right)=\left({\frac {p}{r}}\right)^{-2}r,}
и аналогично для {\displaystyle n}-й антиподеры имеем общую формулу радиального расстояния
{\displaystyle p_{-n}=\left({\frac {p}{r}}\right)^{-n}r.}
Также
{\displaystyle p_{-n}=\left({\frac {r}{p_{-1}}}\right)^{-n}r,\quad } {\displaystyle p_{n}=\left({\frac {r}{p_{-1}}}\right)^{n}r.}

## Примеры подерных уравнений кривых
В этом разделе собраны примеры подерных уравнений кривых, то есть уравнений в подерной системе координат. Параметр {\displaystyle a} задаёт размеры кривой:
|  |

- Астроида

Полюс подерных координат: центр астроиды.
Параметр {\displaystyle a}: радиус окружности, в которую вписана астроида.
Подерное уравнение:
{\displaystyle r^{2}+3p^{2}=a^{2}.}
|  |

- Лемниската Бернулли

Полюс подерных координат: центр лемнискаты.
Параметр {\displaystyle a}: радиус окружности, в которую вписана лемниската.
Подерное уравнение:
{\displaystyle pa^{2}=r^{3}.}
|  |

- Окружность

Полюс подерных координат: центр окружности.
Параметр {\displaystyle a}: радиус окружности.
Подерное уравнение:
{\displaystyle pa=r^{2}.}
|  |

- Парабола

Полюс подерных координат: фокус параболы.
Параметр {\displaystyle a}: расстояние от фокуса до вершины параболы.
Подерное уравнение:
{\displaystyle p^{2}=ar.}
|  |

- Эллипс

Полюс подерных координат: фокус эллипса.
Параметры {\displaystyle a} и {\displaystyle b}: большая и малая полуоси эллипса.
Подерное уравнение:
{\displaystyle {\frac {b^{2}}{p^{2}}}={\frac {2a}{r}}-1.}